# Евдокимов, Ефим Георгиевич
Ефи́м Гео́ргиевич Евдоки́мов (20 января 1891, Семиреченская область, Российская империя — 3 февраля 1940, Москва, РСФСР) — советский партийный и государственный деятель, сотрудник органов государственной безопасности. Член ЦК ВКП(б) (1934—1939). Депутат Верховного Совета СССР (1937—1939).
Один из организаторов и активных исполнителей красного террора, последующих репрессий 1920-х и сталинских репрессий 1930-х годов, в том числе: массовых расстрелов в Крыму в 1920—1921 годах бывших солдат и офицеров Русской армии Врангеля, расказачивания, раскулачивания, фабрикации шахтинского дела, преследований писателя Михаила Шолохова и Большого террора 1936—1938 годов. Входил в состав особой тройки НКВД СССР. Расстрелян в 1940 году как один из руководителей «антисоветской заговорщической организации Ежова-Фриновского-Евдокимова». Реабилитирован посмертно.

## Биография

### Ранние годы
Родился в 1891 году в  семье крестьянина Пермской губернии, призванного в Русскую императорскую армию. По другим данным — сын путевого обходчика. В 1898 году вместе с родителями поселился в Чите, учился 5 лет в начальном городском училище до 1905 года. Работать начал с 14-ти лет сторожем, сцепщиком поездов, затем конторщиком. Участвовал в революционной деятельности в Чите как член партии социалистов-революционеров, анархист и член партии социалистов-максималистов. В 1905 году был ранен в перестрелке с карательным отрядом, занявшим вокзал. В 1908 году был осуждён на четыре года каторги с заменой по несовершеннолетию тремя годами тюрьмы. После выхода из Верхнеудинской тюрьмы в 1911 выслан за пределы Иркутского генерал-губернаторства в г. Камышлов, откуда он скрылся и нелегально перебрался на Дальний Восток, а затем в Москву.
Во время Первой мировой войны, скрываясь от призыва в Русскую императорскую армию, перешёл на нелегальное положение. В марте 1917 года был призван в армию и зачислен рядовым 12-го Сибирского запасного полка (Иркутск). Был избран в полковой революционный комитет. В сентябре 1917 демобилизован по состоянию здоровья. В 1918 вступил в РКП(б). Участвовал в Октябрьском перевороте в Москве. В 1918 году вступил в Красную армию.

### Карьера в ЧК/ОГПУ/НКВД
В 1919 году поступил на службу в ВЧК. В июне—декабре 1919 года — начальник Особого отдела Московской ЧК. Руководил арестами и следствием по делу Штаба Добровольческой армии Московского района. По результатам расследования члены Штаба были расстреляны. С января 1920 года — заместитель начальника Особого отдела Юго-Западного и Южного фронтов. Организатор следствия по делу «Комитета освобождения Украины». Принимал участие в проведении массового террора в Крыму после его захвата большевиками — 21 ноября 1920 года был назначен начальником особой «Крымской ударной группы», которая проводила руководство работой особых отделов, занимавшихся превентивным уничтожением оставшихся в Крыму пленных военнослужащих Армии П. Н. Врангеля, несмотря на обещания их амнистии (это решение было принято Реввоенсоветом для предотвращения возможных антибольшевистких восстаний, которые в будущем могут организовать и возглавить помилованные).

За проделанную работу был без афиширования представлен к ордену Боевого Красного Знамени — на наградном списке Е. Г. Евдокимова командующий Южным фронтом М. В. Фрунзе наложил резолюцию: 
Считаю деятельность т. Евдокимова заслуживающей поощрения. Ввиду особого характера этой деятельности проведение награждения в обычном порядке не совсем удобно.
 В наградном списке отмечалось: 

Во время разгрома армии генерала Врангеля в Крыму тов. Евдокимов с экспедицией очистил Крымский полуостров от оставшихся там для подполья белых офицеров и контрразведчиков, изъяв до 30 губернаторов, 50 генералов, более 300 полковников, столько же контрразведчиков и в общем до 12 000 белого элемента, чем предупредил возможность появления в Крыму белых банд— Абраменко Л. М. Предисловие Белоконь С. И. // Последняя обитель. Крым, 1920-1921 годы. — Киев: МАУП, 2005. — 480 с.
По окончании Гражданской войны был назначен начальником Секретного оперативного управления Всеукраинской ЧК. В 1922 году назначен полномочным представителем ОГПУ на Правобережной Украине. В 1923 году был назначен полномочным представителем ОГПУ на Северном Кавказе. В 1929–31 годах был членом Коллегии и начальником Секретно-оперативного управления ОГПУ, членом Комиссии ЦК ВКП(б) по раскулачиванию. Участвовал в расследовании «шахтинского дела»; в 1931 году вместе с группой других руководящих работников ОГПУ выступил против массовых репрессий в отношении военных (дело «Весна»), за что был снят с занимаемой должности. В 1931—1932 гг. — полномочный представитель ОГПУ в Средней Азии, занимается подавлением басмачей в Туркменской ССР и Таджикской ССР. В 1932–34 годах вновь был полпредом ОГПУ по Северному Кавказу.

### = Конфликт с Шолоховым
Евдокимов ко мне приходил два раза и требовал санкции на арест Шолохова за то, что он разговаривает с бывшими белогвардейцами, — говорил Сталин в 1938 году, во время встречи с выпущенными из тюрьмы вешенцами. — Я Евдокимову сказал, что он ничего не понимает ни в политике, ни в жизни. Как же писатель должен писать о белогвардейцах и не знать, чем они дышат?— Феликс Кузнецов, «Неразгаданная тайна „Тихого Дона“»

### Партийная карьера
В январе 1934 года назначен 1-м секретарём Северо-Кавказского крайкома.
26 января—10 февраля 1934 года делегат XVII съезда ВКП(б) с решающим голосом от Азово-Черноморской парторганизации.
В 1937 году — 1-й секретарь Азово-Черноморского краевого, с сентября – Ростовского обкомов ВКП(б). Этот период отмечен вхождением в состав особой тройки, созданной по приказу НКВД СССР от 30.07.1937 № 00447 и активным участием в сталинских репрессиях. Назначенный осенью 1936 года новый нарком НКВД СССР Н. И. Ежов в своей кадровой политике сделал ставку на чекистские кадры Евдокимова в период его работы на Северном Кавказе («северокавказская группировка в НКВД»), назначая их на ключевые должности в центральном аппарате ГУГБ НКВД СССР и региональных управлениях НКВД ( Н. Г. Николаев-Журид, И. Я. Дагин, С. Н. Миронов-Король, А. М. Минаев-Цикановский, Я. А. Дейч, И. П. Попашенко, М. А. Волков-Вайнер, Я. М. Вейншток, М. С. Ямницкий, М. А. Листенгурт, Е. А. Евгеньев-Шептицкий, Н. И. Антонов-Грицюк, М. Л. Гатов,  А. И. Михельсон, Г. Ф. Горбач, В. Ф. Дементьев, М. Г. Раев-Каминский, И. П. Малкин,  Н. В. Емец, П. Ф. Булах, Б. А. Малышев, С. З. Миркин, А. М. Ершов-Лурье, И. Я. Лаврушин, И. Я. Воловик и др.).
С 1934 года — член ЦК ВКП(б). С 1937 года — депутат Верховного Совета СССР.

### Закат карьеры и казнь
В мае 1938 года переведён на должность заместителя наркома водного транспорта СССР (наркомом в это время был назначен по совместительству  Н. И. Ежов, хороший знакомый Евдокимова). 
9 ноября 1938 года был арестован вместе с женой. Был «назначен» в главные заговорщики новой «антисоветской заговорщической террористической организации в НКВД СССР» под руководством Ежова. В течение пяти месяцев содержания под стражей Евдокимов, несмотря на применение к нему пыток, категорически отказывался признать себя виновным. В деле имеется его заявление, в котором он пишет: 

Предъявленное мне следствием обвинение в измене Родине я признать не могу. Родине я никогда не изменял, ни в каких контрреволюционных или антисоветских организациях или группах не состоял. Наоборот, за время пребывания в рядах партии и на работе в органах ВЧК — ОГПУ, я вел решительную борьбу со всеми проявлениями контрреволюционной и антисоветской деятельности.

Виновным себя в принадлежности к право-троцкистской организации я признать не могу… Я сознаю, что вопрос обо мне уже решен. Но никак не могу признать себя виновным в том, что я служил буржуазии… Шпионом и наймитом буржуазии я никогда не был. В 1923 г. был убит мой брат, я подозреваю в этом поляков, а поэтому как же я мог в это время работать вместе с поляками. Я громил всех польских атаманов-бандитов и их агентом не был. Показания с признанием своей вины я начал давать после очных ставок с Ежовым и Фриновским и после особого на меня воздействия. Я назвал на предварительном следствии около 124 человек участников заговора, но это ложь, и в этой лжи я признаю себя виновным. К правым я никогда не принадлежал и не принадлежу… Показания других участников заговора совпадают с моими только лишь потому, что у нас у всех был один хозяин — следователь… Я прошу одного — тщательно разобраться с материалами моего дела. Меня очень тяготит, что я оклеветал много лиц…— Дело по обвинению Евдокимова, т. 1, л. д. 97-99.
 В своём последнем слове Евдокимов сказал: 

Я скоро умру, но я хочу сказать суду, что и при новом руководстве (имеется в виду Берия) аппарат НКВД СССР работает так же, как работал и при Ежове, а отсюда получаются к[онтр]р[еволюционные] организации, представителем которых сделан я и другие. Об этом я убедительно прошу донести Сталину. Я не был сволочью, но стал таковым на предварительном следствии, так как не выдержал и начал лгать, а лгать начал потому, что меня сильно били по пяткам.— Дело по обвинению Евдокимова, т. I, л. д. 100
Внесен в Список Л.Берии от 16 января 1940 г. по 1-й категории. Приговорён к ВМН ВКВС СССР 2 февраля  1940 года по ст. 58/1 п."а" («измена Родине»); ст. 58/8 («террор»); ст. 58/11 УК РСФСР («участие в антисоветской террористической организации в органах НКВД»). Расстрелян в ночь на 3 февраля 1940 года. Место захоронения — «могила невостребованных прахов» № 1  крематория Донского кладбища. 17 марта 1956 года был посмертно реабилитирован ВКВС СССР и восстановлен в партии.

## Награды
- Орден Ленина;
- 4 ордена Красного Знамени;
- Орден Трудового Красного Знамени Туркменской ССР;
- Орден Трудового Красного Знамени Таджикской ССР;
- Знак Почетный работник ВЧК—ГПУ V (1922);
- Знак Почетный работник ВЧК-ГПУ ХV[2] (1932)

## Семья
Жена :
Евдокимова Марина Карловна
Родилась в 1895 г. в г. Симферополь; русская;  образование высшее; б/п; на момент ареста домашняя хозяйка. Проживала: г. Москва, Большой Кисельный пер., д.5, кв.1. Арестована  9 ноября 1938 г. Внесена в список Л.Берии от 16 января 1940 г. по 1-й категории. Приговорена к ВМН ВКВС СССР 26 января 1940 г. по обвинению в «к.-р. агитации». Расстреляна 27 января 1940 г. Место захоронения — «могила невостребованных прахов» № 1  крематория Донского кладбища. Реабилитирована посмертно 25 августа 1956 г. ВКВС СССР.
Сын :
Евдокимов Юрий Ефимович
Родился в 1920 г. в г. Харьков; русский; б/п; учащийся московской школы № 204. Проживал: г. Москва, ул.2-я Извозная, д.36а, кв.96. Арестован  12 апреля 1939 г.  Внесен в список Л.Берии от 16 января 1940 г. по 1-й категории. Приговорен к ВМН ВКВС СССР 26 января 1940 г. по обвинению в участии в «к.-р. террористической организации». Расстрелян 27 января 1940 г. Место захоронения — «могила невостребованных прахов» № 1 крематория Донского кладбища. Реабилитирован посмертно 25 августа 1956 г. ВКВС СССР.

## Память
В 1935—1939 гг. село Красногвардейское (Ставропольский край) называлось Евдокимовское.
В 1928 году именем Евдокимова была названа шахта № 142, с 1935 г. шахта № 142 имени Кирова в г. Новошахтинск.
Имя Евдокимова носит улица в селе Красное в Ставропольском крае.
В 1935 году в Пятигорске на территории нынешнего санатория «Лесная поляна» был открыт стадион «Динамо» имени Е. Г. Евдокимова. Летом 1940 года бывший стадион его имени был переоборудован в Дом отдыха «Всекопромсоветкасс» на 150 мест. Спустя 15 лет санаторий перешёл в распоряжение Пятигорского территориального совета по управлению курортами профсоюзов. В 1962 году здравница получила название «Лесная поляна».